# Сенусрет II
Сенусрет II (Сезострис) (Khakheperre Senwosret) е четвърти фараон от Дванадесета династия на Древен Египет. Управлява през 1897 – 1878 г. пр.н.е. през периода на Средното царство на Египет.
Син на Аменемхет II, заедно с когото управлява през първите три години. Продължава мирната политика на баща си. Поддържа дипломатически контакти с държавата Пунт. Дава правото на азиатските племена да се заселят на египетска земя, ако работят за фараона. В оазиса Фаюм са предприети значителни строежи и иригационни дейности. По заповед на фараона там е изграден нов град – Хотеп-Сенусрет (букв. „Сенусрет е доволен“).
Царуването на Сенусрет II е време на разцвет на изкуството и търговията. Макар че наместниците – номарси – натрупват повече богатства и влияние от преди, те продължават да се намират в добри отношения с фараона.